# Leopold Wolfgang Rochowanski
Leopold Wolfgang Rochowanski (* 3. August 1888 in Zuckmantel; † 13. September 1961 in Wien) war ein österreichischer Journalist, Schriftsteller und Verleger. 

## Leben
Rochowanski wurde als Sohn eines Notars im damals österreichischen Teil Schlesiens geboren. Er studierte in Wien Philosophie und Rechtswissenschaften und erhielt 1913 eine Stelle als Redakteur beim Illustrierten Wiener Extrablatt. Ab 1917 war er als Korrespondent für ausländische Zeitungen in der „Central-Correspondenz Wien“ beschäftigt, 1920 verfasste er in München einen Lyrikband. Rochowanski war in der Zwischenkriegszeit zudem in der künstlerischen Propagandavereinigung „Der Bücherkasten“ aktiv und arbeitete ab 1921 für die „Prager Presse“. Um 1923/1924 war er Leiter des Thyrsons-Verlages.
Nach der Machtübernahme der Nationalsozialisten wurde Rochowanski mit einem Publikationsverbot belegt. Nach dem Ende des Weltkriegs gründete er den Agathon Verlag. Er war zudem bis zu seinem Tod als Zeitungskritiker aktiv. Er wurde am Wiener Zentralfriedhof bestattet.
Rochowanski lebte im Klose-Hof und veröffentlichte zum 80. Geburtstag des Architekten Josef Hoffmann eine Festschrift.